# Fusipagoda sapia
Fusipagoda sapia is een slakkensoort uit de familie van de Buccinidae. De wetenschappelijke naam van de soort is, als Colus sapius, voor het eerst geldig gepubliceerd in 1919 door Dall.